# Brabazón
Brabazón är en udde i Antarktis. Den ligger i Västantarktis. Argentina, Chile och Storbritannien gör anspråk på området.
Terrängen inåt land är kuperad österut, men åt sydväst är den bergig. Havet är nära Brabazón åt nordväst. Trakten är obefolkad. Det finns inga samhällen i närheten. 